# Campeonato Mundial de Halterofilismo de 2017
O Campeonato Mundial de Halterofilismo de 2017 foi a 83ª edição do campeonato de halterofilismo, organizado pela Federação Internacional de Halterofilismo (FIH). O campeonato ocorreu no Centro de Convenções Anaheim, em Anaheim, nos Estados Unidos, entre 28 de novembro a 5 de dezembro de 2017. Foram disputadas 16 categorias (8 masculino e 8 feminino), com a presença de 315 halterofilistas de 63 nacionalidades filiadas à Federação Internacional de Halterofilismo (FIH). Teve como destaque a Tailândia com 15 medalhas no total, sendo 5 de ouro. 
Equipes da Armênia, Azerbaijão, Bielorrússia, China, Cazaquistão, Moldávia, Rússia, Turquia e Ucrânia não puderam participar do campeonato, pois a IWF suspendeu suas federações nacionais por detectar mais de três casos positivos de doping em testes nos os Jogos Olímpicos de Pequim 2008 e Londres 2012. 

## Calendário
Horário local (UTC-8) 
| Data                   | Hora  | Evento                   |
| ---------------------- | ----- | ------------------------ |
| 28 de novembro de 2017 | 14:00 | -48 kg Feminino grupo B  |
| 28 de novembro de 2017 | 17:30 | -62 kg Masculino grupo B |
| 29 de novembro de 2017 | 09:00 | -43 kg Feminino grupo B  |
| 29 de novembro de 2017 | 11:00 | -58 kg Feminino grupo B  |
| 29 de novembro de 2017 | 14:00 | -56 kg Masculino grupo A |
| 29 de novembro de 2017 | 17:30 | -48 kg Feminino grupo A  |
| 29 de novembro de 2017 | 20:00 | -62 kg Masculino grupo A |
| 30 de novembro de 2017 | 11:00 | -69 kg Masculino grupo B |
| 30 de novembro de 2017 | 14:00 | -63 kg Feminino grupo B  |
| 30 de novembro de 2017 | 17:30 | -53 kg Feminino grupo A  |
| 30 de novembro de 2017 | 20:00 | -58 kg Feminino grupo A  |
| 1 de dezembro de 2017  | 11:00 | -69 kg Feminino grupo B  |
| 1 de dezembro de 2017  | 14:00 | -77 kg Masculino grupo B |
| 1 de dezembro de 2017  | 17:30 | -63 kg Feminino grupo A  |
| 1 de dezembro de 2017  | 20:00 | -69 kg Masculino grupo A |

| Data                  | Hora  | Evento                    |
| --------------------- | ----- | ------------------------- |
| 2 de Dezembro de 2017 | 09:00 | -85 kg Masculino grupo C  |
| 2 de Dezembro de 2017 | 12:00 | -77 kg Masculino grupo A  |
| 2 de Dezembro de 2017 | 15:30 | -69 kg Feminino grupo A   |
| 2 de Dezembro de 2017 | 18:00 | -85 kg Masculino grupo B  |
| 3 de dezembro de 2017 | 09:00 | -94 kg Masculino grupo B  |
| 3 de dezembro de 2017 | 12:00 | -85 kg Masculino grupo A  |
| 3 de dezembro de 2017 | 15:30 | -94 kg Masculino grupo A  |
| 3 de dezembro de 2017 | 18:00 | -75 kg Feminino grupo A   |
| 4 de dezembro de 2017 | 11:00 | -105 kg Masculino grupo B |
| 4 de dezembro de 2017 | 14:00 | -90 kg Feminino grupo B   |
| 4 de dezembro de 2017 | 17:30 | -105 kg Masculino grupo A |
| 4 de dezembro de 2017 | 20:00 | -90 kg Feminino grupo A   |
| 5 de dezembro de 2017 | 11:00 | +105 kg Masculino grupo B |
| 5 de dezembro de 2017 | 14:00 | +90 kg Feminino grupo A   |
| 5 de dezembro de 2017 | 17:30 | +105 kg Masculino grupo A |

## Medalhistas
Os resultados foram os seguintes. 

### Masculino
| Evento             | Ouro                          | Ouro             | Prata                            | Prata            | Bronze                           | Bronze           |
| 56 kg (detalhes)   | 56 kg (detalhes)              | 56 kg (detalhes) | 56 kg (detalhes)                 | 56 kg (detalhes) | 56 kg (detalhes)                 | 56 kg (detalhes) |
| ------------------ | ----------------------------- | ---------------- | -------------------------------- | ---------------- | -------------------------------- | ---------------- |
| Arranque           | Thạch Kim Tuấn · Vietname     | 126 kg           | Trần Lê Quốc Toàn · Vietname     | 119 kg           | Josué Brachi · Espanha           | 118 kg           |
| Arremesso          | Thạch Kim Tuấn · Vietname     | 153 kg           | Witoon Mingmoon · Tailândia      | 152 kg           | Trần Lê Quốc Toàn · Vietname     | 151 kg           |
| Total              | Thạch Kim Tuấn · Vietname     | 279 kg           | Trần Lê Quốc Toàn · Vietname     | 270 kg           | Witoon Mingmoon · Tailândia      | 267 kg           |
| 62 kg (detalhes)   |                               |                  |                                  |                  |                                  |                  |
| Arranque           | Trịnh Văn Vinh · Vietname     | 136 kg           | Han Myeong-mok Coreia do Sul     | 135 kg           | Adkhamjon Ergashev · Uzbequistão | 135 kg           |
| Arremesso          | Francisco Mosquera · Colômbia | 170 kg           | José Montes · México             | 167 kg           | Antonio Vázquez · México         | 165 kg           |
| Total              | Francisco Mosquera · Colômbia | 300 kg           | Yoichi Itokazu · Japão           | 299 kg           | Shota Mishvelidze · Geórgia      | 298 kg           |
| 69 kg (detalhes)   |                               |                  |                                  |                  |                                  |                  |
| Arranque           | Won Jeong-sik Coreia do Sul   | 148 kg           | Tairat Bunsuk · Tailândia        | 147 kg           | Mirko Zanni · Itália             | 144 kg           |
| Arremesso          | Doston Yokubov · Uzbequistão  | 179 kg           | Won Jeong-sik Coreia do Sul      | 178 kg           | Bernardin Matam · França         | 177 kg           |
| Total              | Won Jeong-sik Coreia do Sul   | 326 kg           | Tairat Bunsuk · Tailândia        | 321 kg           | Bernardin Matam · França         | 318 kg           |
| 77 kg (detalhes)   |                               |                  |                                  |                  |                                  |                  |
| Arranque           | Mohamed Ehab · Egito          | 165 kg           | Rejepbaý Rejepow Turquemenistão  | 158 kg           | Erkand Qerimaj · Albânia         | 155 kg           |
| Arremesso          | Mohamed Ehab · Egito          | 196 kg           | Rejepbaý Rejepow Turquemenistão  | 194 kg           | Harrison Maurus · Estados Unidos | 193 kg           |
| Total              | Mohamed Ehab · Egito          | 361 kg           | Rejepbaý Rejepow Turquemenistão  | 352 kg           | Harrison Maurus · Estados Unidos | 348 kg           |
| 85 kg (detalhes)   |                               |                  |                                  |                  |                                  |                  |
| Arranque           | Arley Méndez · Chile          | 175 kg           | Kianoush Rostami Irão            | 174 kg           | Antonino Pizzolato · Itália      | 162 kg           |
| Arremesso          | Arley Méndez · Chile          | 203 kg           | Krzysztof Zwarycz · Polónia      | 197 kg           | Romain Imadouchène · França      | 196 kg           |
| Total              | Arley Méndez · Chile          | 378 kg           | Krzysztof Zwarycz · Polónia      | 359 kg           | Antonino Pizzolato · Itália      | 358 kg           |
| 94 kg (detalhes)   |                               |                  |                                  |                  |                                  |                  |
| Arranque           | Sohrab Moradi Irão            | 184 kg           | Farkhodbek Sobirov · Uzbequistão | 183 kg           | Ragab Abdelhay · Egito           | 172 kg           |
| Arremesso          | Sohrab Moradi Irão            | 233 kg           | Fares El-Bakh · Catar            | 220 kg           | Ayoub Mousavi Irão               | 214 kg           |
| Total              | Sohrab Moradi Irão            | 417 kg           | Ayoub Mousavi Irão               | 385 kg           | Fares El-Bakh · Catar            | 383 kg           |
| 105 kg (detalhes)  |                               |                  |                                  |                  |                                  |                  |
| Arranque           | Ali Hashemi Irão              | 183 kg           | Ivan Efremov · Uzbequistão       | 182 kg           | Jorge Arroyo · Equador           | 181 kg           |
| Arremesso          | Seo Hui-yeop Coreia do Sul    | 222 kg           | Artūrs Plēsnieks · Letônia       | 222 kg           | Ali Hashemi Irão                 | 221 kg           |
| Total              | Ali Hashemi Irão              | 404 kg           | Artūrs Plēsnieks · Letônia       | 402 kg           | Ivan Efremov · Uzbequistão       | 399 kg           |
| +105 kg (detalhes) |                               |                  |                                  |                  |                                  |                  |
| Arranque           | Lasha Talakhadze · Geórgia    | 220 kg           | Behdad Salimi Irão               | 211 kg           | Saeid Alihosseini Irão           | 203 kg           |
| Arremesso          | Lasha Talakhadze · Geórgia    | 257 kg           | Mart Seim · Estónia              | 253 kg           | Saeid Alihosseini Irão           | 251 kg           |
| Total              | Lasha Talakhadze · Geórgia    | 477 kg           | Saeid Alihosseini Irão           | 454 kg           | Behdad Salimi Irão               | 453 kg           |

- — RECORDE 
MUNDIAL

### Feminino
| Evento            | Ouro                           | Ouro             | Prata                                   | Prata            | Bronze                                  | Bronze           |
| 48 kg (detalhes)  | 48 kg (detalhes)               | 48 kg (detalhes) | 48 kg (detalhes)                        | 48 kg (detalhes) | 48 kg (detalhes)                        | 48 kg (detalhes) |
| ----------------- | ------------------------------ | ---------------- | --------------------------------------- | ---------------- | --------------------------------------- | ---------------- |
| Arranque          | Thunya Sukcharoen · Tailândia  | 86 kg            | Saikhom Mirabai Chanu · Índia           | 85 kg            | Ana Segura · Colômbia                   | 81 kg            |
| Arremesso         | Saikhom Mirabai Chanu · Índia  | 109 kg           | Thunya Sukcharoen · Tailândia           | 107 kg           | Chiraphan Nanthawong · Tailândia        | 102 kg           |
| Total             | Saikhom Mirabai Chanu · Índia  | 194 kg           | Thunya Sukcharoen · Tailândia           | 193 kg           | Ana Segura · Colômbia                   | 182 kg           |
| 53 kg (detalhes)  |                                |                  |                                         |                  |                                         |                  |
| Arranque          | Sopita Tanasan · Tailândia     | 96 kg            | Kristina Şermetowa Turquemenistão       | 91 kg            | Joanna Łochowska · Polónia              | 87 kg            |
| Arremesso         | Sopita Tanasan · Tailândia     | 114 kg           | Hidilyn Diaz · Filipinas                | 113 kg           | Kristina Şermetowa Turquemenistão       | 113 kg           |
| Total             | Sopita Tanasan · Tailândia     | 210 kg           | Kristina Şermetowa Turquemenistão       | 204 kg           | Hidilyn Diaz · Filipinas                | 199 kg           |
| 58 kg (detalhes)  |                                |                  |                                         |                  |                                         |                  |
| Arranque          | Sukanya Srisurat · Tailândia   | 105 kg           | Kuo Hsing-chun · Taipé Chinesa          | 105 kg           | Rebeka Koha · Letônia                   | 101 kg           |
| Arremesso         | Kuo Hsing-chun · Taipé Chinesa | 135 kg           | Mikiko Ando · Japão                     | 126 kg           | Alexandra Escobar · Equador             | 122 kg           |
| Total             | Kuo Hsing-chun · Taipé Chinesa | 240 kg           | Sukanya Srisurat · Tailândia            | 225 kg           | Rebeka Koha · Letônia                   | 222 kg           |
| 63 kg (detalhes)  |                                |                  |                                         |                  |                                         |                  |
| Arranque          | Loredana Toma · Roménia        | 109 kg           | Maude Charron · Canadá                  | 102 kg           | Lina Rivas · Colômbia                   | 101 kg           |
| Arremesso         | Loredana Toma · Roménia        | 128 kg           | Rattanawan Wamalun · Tailândia          | 127 kg           | Lina Rivas · Colômbia                   | 124 kg           |
| Total             | Loredana Toma · Roménia        | 237 kg           | Lina Rivas · Colômbia                   | 225 kg           | Mercedes Pérez · Colômbia               | 225 kg           |
| 69 kg (detalhes)  |                                |                  |                                         |                  |                                         |                  |
| Arranque          | Miyareth Mendoza · Colômbia    | 106 kg           | Mattie Rogers · Estados Unidos          | 104 kg           | Leydi Solís · Colômbia                  | 104 kg           |
| Arremesso         | Sara Ahmed · Egito             | 136 kg           | Leydi Solís · Colômbia                  | 135 kg           | Mattie Rogers · Estados Unidos          | 131 kg           |
| Total             | Leydi Solís · Colômbia         | 239 kg           | Mattie Rogers · Estados Unidos          | 235 kg           | Miyareth Mendoza · Colômbia             | 233 kg           |
| 75 kg (detalhes)  |                                |                  |                                         |                  |                                         |                  |
| Arranque          | Lidia Valentín · Espanha       | 118 kg           | Neisi Dajomes · Equador                 | 108 kg           | Mönkhjantsangiin Ankhtsetseg Mongólia   | 107 kg           |
| Arremesso         | Lidia Valentín · Espanha       | 140 kg           | Gaëlle Nayo-Ketchanke · França          | 134 kg           | Neisi Dajomes · Equador                 | 132 kg           |
| Total             | Lidia Valentín · Espanha       | 258 kg           | Neisi Dajomes · Equador                 | 240 kg           | Gaëlle Nayo-Ketchanke · França          | 237 kg           |
| 90 kg (detalhes)  |                                |                  |                                         |                  |                                         |                  |
| Arranque          | Anastasiia Hotfrid · Geórgia   | 120 kg           | Crismery Santana · República Dominicana | 113 kg           | Oliba Nieve · Equador                   | 112 kg           |
| Arremesso         | María Fernanda Valdés · Chile  | 146 kg           | Anastasiia Hotfrid · Geórgia            | 145 kg           | Crismery Santana · República Dominicana | 141 kg           |
| Total             | Anastasiia Hotfrid · Geórgia   | 265 kg           | María Fernanda Valdés · Chile           | 255 kg           | Crismery Santana · República Dominicana | 254 kg           |
| +90 kg (detalhes) |                                |                  |                                         |                  |                                         |                  |
| Arranque          | Sarah Robles · Estados Unidos  | 126 kg           | Laurel Hubbard · Nova Zelândia          | 124 kg           | Tania Mascorro · México                 | 119 kg           |
| Arremesso         | Sarah Robles · Estados Unidos  | 158 kg           | Shaimaa Khalaf · Egito                  | 153 kg           | Duangaksorn Chaidee · Tailândia         | 152 kg           |
| Total             | Sarah Robles · Estados Unidos  | 284 kg           | Laurel Hubbard · Nova Zelândia          | 275 kg           | Shaimaa Khalaf · Egito                  | 268 kg           |

- — RECORDE 
MUNDIAL

## Quadro de medalhas
Quadro de medalhas no total combinado
| Ordem | País                 | Medalha de ouro | Medalha de prata | Medalha de bronze | Total |
| ----- | -------------------- | --------------- | ---------------- | ----------------- | ----- |
| 1     | Irão                 | 2               | 2                | 1                 | 5     |
| 2     | Colômbia             | 2               | 1                | 3                 | 6     |
| 3     | Geórgia              | 2               | 0                | 1                 | 3     |
| 4     | Tailândia            | 1               | 3                | 1                 | 5     |
| 5     | Estados Unidos       | 1               | 1                | 1                 | 3     |
| 6     | Chile                | 1               | 1                | 0                 | 2     |
| 6     | Vietname             | 1               | 1                | 0                 | 2     |
| 8     | Egito                | 1               | 0                | 1                 | 2     |
| 9     | Taipé Chinesa        | 1               | 0                | 0                 | 1     |
| 9     | Índia                | 1               | 0                | 0                 | 1     |
| 9     | Roménia              | 1               | 0                | 0                 | 1     |
| 9     | Coreia do Sul        | 1               | 0                | 0                 | 1     |
| 9     | Espanha              | 1               | 0                | 0                 | 1     |
| 14    | Turquemenistão       | 0               | 2                | 0                 | 2     |
| 15    | Letônia              | 0               | 1                | 1                 | 2     |
| 16    | Equador              | 0               | 1                | 0                 | 1     |
| 16    | Japão                | 0               | 1                | 0                 | 1     |
| 16    | Nova Zelândia        | 0               | 1                | 0                 | 1     |
| 16    | Polónia              | 0               | 1                | 0                 | 1     |
| 20    | França               | 0               | 0                | 2                 | 2     |
| 21    | República Dominicana | 0               | 0                | 1                 | 1     |
| 21    | Itália               | 0               | 0                | 1                 | 1     |
| 21    | Filipinas            | 0               | 0                | 1                 | 1     |
| 21    | Catar                | 0               | 0                | 1                 | 1     |
| 21    | Uzbequistão          | 0               | 0                | 1                 | 1     |
| Total | Total                | 16              | 16               | 16                | 48    |

Quadro de medalhas nos levantamentos + total combinado
| Ordem | País                 | Medalha de ouro | Medalha de prata | Medalha de bronze | Total |
| ----- | -------------------- | --------------- | ---------------- | ----------------- | ----- |
| 1     | Tailândia            | 5               | 7                | 3                 | 15    |
| 2     | Irão                 | 5               | 4                | 5                 | 14    |
| 3     | Geórgia              | 5               | 1                | 1                 | 7     |
| 4     | Colômbia             | 4               | 2                | 7                 | 13    |
| 5     | Vietname             | 4               | 2                | 1                 | 7     |
| 6     | Egito                | 4               | 1                | 2                 | 7     |
| 7     | Chile                | 4               | 1                | 0                 | 5     |
| 8     | Estados Unidos       | 3               | 2                | 3                 | 8     |
| 9     | Coreia do Sul        | 2               | 2                | 0                 | 5     |
| 10    | Espanha              | 3               | 0                | 1                 | 4     |
| 11    | Roménia              | 3               | 0                | 0                 | 3     |
| 12    | Taipé Chinesa        | 2               | 1                | 0                 | 3     |
| 12    | Índia                | 2               | 1                | 0                 | 3     |
| 14    | Uzbequistão          | 1               | 2                | 2                 | 5     |
| 15    | Turquemenistão       | 0               | 5                | 1                 | 6     |
| 16    | Equador              | 0               | 2                | 4                 | 6     |
| 17    | Letônia              | 0               | 2                | 2                 | 4     |
| 18    | Polónia              | 0               | 2                | 1                 | 3     |
| 19    | Japão                | 0               | 2                | 0                 | 2     |
| 19    | Nova Zelândia        | 0               | 2                | 0                 | 2     |
| 21    | França               | 0               | 1                | 4                 | 5     |
| 22    | República Dominicana | 0               | 1                | 2                 | 3     |
| 22    | México               | 0               | 1                | 2                 | 3     |
| 24    | Filipinas            | 0               | 1                | 1                 | 2     |
| 24    | Catar                | 0               | 1                | 1                 | 2     |
| 26    | Canadá               | 0               | 1                | 0                 | 1     |
| 26    | Estónia              | 0               | 1                | 0                 | 1     |
| 28    | Itália               | 0               | 0                | 3                 | 3     |
| 29    | Albânia              | 0               | 0                | 1                 | 1     |
| 29    | Mongólia             | 0               | 0                | 1                 | 1     |
| Total | Total                | 48              | 48               | 48                | 144   |

## Classificação por equipe
| Posição | Equipe        | Pontos |
| ------- | ------------- | ------ |
| 1       | Irão          | 512    |
| 2       | Coreia do Sul | 457    |
| 3       | Uzbequistão   | 355    |
| 4       | Espanha       | 345    |
| 5       | Colômbia      | 342    |
| 6       | Japão         | 320    |

| Posição | Equipe         | Pontos |
| ------- | -------------- | ------ |
| 1       | Tailândia      | 496    |
| 2       | Colômbia       | 473    |
| 3       | Estados Unidos | 472    |
| 4       | Equador        | 442    |
| 5       | México         | 405    |
| 6       | Japão          | 390    |

## Participantes
Um total de 315 halterofilistas de 63 nacionalidades participaram do evento.
| - Albânia (5) - Argélia (1) - Áustria (1) - Bélgica (1) - Brasil (6) - Bulgária (5) - Camarões (4) - Canadá (9) - Chile (2) - Taipé Chinesa (11) - Colômbia (16) - Croácia (1) - Chipre (1) - Chéquia (4) - Dinamarca (3) - República Dominicana (1) - Equador (11) - Egito (5) - Estónia (2) - Fiji (2) - Finlândia (5) | - França (7) - Geórgia (4) - Alemanha (8) - Gana (3) - Reino Unido (5) - Hungria (2) - Islândia (4) - Índia (8) - Irão (8) - Iraque (1) - Irlanda (1) - Israel (5) - Itália (8) - Japão (15) - Letônia (2) - Líbano (1) - Lituânia (4) - Malásia (1) - Ilhas Maurícias (1) - México (11) - Mongólia (3) | - Nova Zelândia (2) - Noruega (2) - Peru (5) - Filipinas (2) - Polónia (5) - Catar (1) - Roménia (6) - Arábia Saudita (6) - Sérvia (1) - Eslováquia (1) - África do Sul (1) - Coreia do Sul (11) - Espanha (10) - Suécia (2) - Tailândia (16) - Tunísia (1) - Turquemenistão (5) - Uganda (2) - Estados Unidos (16) - Uzbequistão (10) - Vietname (12) |